# Бурда Михайло Іванович
Миха́йло Іва́нович Бурда́ (нар. 2 січня 1949 року, Красний Колядин) — педагог-методист, доктор педагогічних наук (1994), професор (1996), дійсний член (академік) НАПНУ (2010), заслужений діяч науки і техніки України (2001), співавтор шкільних навчальних програм та підручників з математики, геометрії.

## Біографічні дані
Народився 2 січня 1949 року в Красному Колядині.
У 1970 році закінчив Ніжинський педагогічний інститут. З 1970 по 1974 рік працював вчителем у школах Києва. 
Працював в Інституті педагогіки НАПНУ: з 1974 по 1982 — молодший науковий співробітник, з 1982 по 1989 — старший науковий співробітник, з 1990 по 1996 — провідний науковий співробітник, завідувач лабораторії методики навчання математики й фізики, з 1996 — заступник директора з наукової роботи.
З 2007 по 2015 рік — головний учений секретар НАПНУ, з 2015 по 2023 рік — завідувач відділу математичної та інформатичної освіти Інституту педагогіки НАПНУ, а з 2024 — головний науковий співробітник цього відділу.

## Наукова робота
Досліджує зміст шкільного курсу геометрії та принципи його добору, особливості навчальної діяльності учнів на уроках математики. Брав участь у розробленні Державних стандартів шкільної математичної освіти, концепції математичної освіти в Україні.
Автор та співавтор понад 200 наукових праць із проблем дидактики, методики навчання математики, змісту базової і профільної середньої освіти.
Під його керівництвом захищено 2 докторські та 12 кандидатських дисертацій. Член двох спеціалізованих вчених рад із захисту докторських дисертацій, голова комісії з засобів навчання та обладнання закладів освіти МОН України. Співавтор підручників, зокрема «Геометрія» для 7, 8, 9, 10 і 11 класів, «Математика» для 10 і 11 класів; методичних посібників, зокрема «Розв'язування задач на побудову», «Розв'язування геометричних задач підвищеної складності у 8—9 класах», «Вивчення геометрії в основній школі». Входить до складу редколегій п'яти фахових журналів.

### Основні праці
За ЕСУ:
- Вивчення геометрії у 8 класі: метод. посіб. — 1985;
- Розв’язування задач на побудову: метод. посіб. 1986;
- Геометрія: Навч. посіб. для 8–9 кл. — 1996 (співавтор);
- Математика: Навч. посіб. для 10–11 кл. — 1997 (співавтор); усі — Київ[1].

## Нагороди
- Орден «За Заслуги» ІІІ ступеня[4];
- Почесна Грамота Кабінету Міністрів України;
- Нагрудний знак «За наукові досягнення» Міністерства освіти і науки України;
- Грамота Міністерства освіти і науки України;
- медалі Національної академії педагогічних наук України «Григорій Сковорода», «Ушинський К. Д.», «Іван Франко»;
- Почесне звання «Заслужений діяч науки і техніки України»[2].